# 佩德羅·阿門達里斯
佩德羅·阿門達里斯（Pedro Armendáriz，1912年5月9日—1963年6月18日）是一位墨西哥裔美國電影演員，曾在墨西哥和美國拍過電影。他與多洛雷絲·德爾里奥和瑪麗亞·菲利克斯是1940年代和50年代最著名的拉丁美洲電影明星之一。

## 生平
阿門達里斯與多洛雷絲·德爾里奧是墨西哥電影界最具傳奇色彩的情侶之一。《瑪麗婭的畫像》 （María Candelaria）為阿門達裡茲提供了國際知名度，該片榮獲1946年坎城影展金棕櫚獎。阿門達里斯與多洛雷絲·德爾里奧合作的其他著名作品包括《Las Abandonadas》（1944年）、《Bugambilia》（1944年）和《La Malquerida》（1949年）。瑪麗亞·菲利克斯是他的另一位搭檔，曾主演《愛情長跑》（1946年）和《瑪克洛維亞》（1948年）。
1940年代末，他在約翰·福特的幫助下進軍好萊塢。阿門達里斯是福特最喜歡的演員，曾出演過他的三部電影：《亡命天涯》（1947年）、《要塞風雲》和《三個教父》（3 Godfathers）（均為1948年）。
1956年，阿門達里斯在霍華·休斯製作的電影《成吉思汗》中演出。該片在猶他州拍攝，當時美國政府正在鄰近的內華達州進行大氣層核子試爆。25年間，參與製作的220人中，有91人（41%）罹患癌症，其中46人死於癌症或相關併發症。
阿門達里斯開始感到臀部疼痛；多年後，人們發現他患有頸癌。他在加州洛杉磯加州大學洛杉磯分校醫學中心得知自己的病情已到晚期，據報道，為了保證家人的經濟來源，他忍著巨大的痛苦拍攝了《第七號情報員續集》。
1963年6月18日，阿門達里斯用偷帶進醫院的手槍朝胸部開槍自殺身亡。他被埋葬在墨西哥墨西哥城的Panteón Jardín公墓。